# Alexander Hammid
Alexander Hammid ou Alexander Hackenschmied (né le 17 décembre 1907 et mort le 26 juillet 2004 à New York) est un réalisateur de documentaires et photographe tchèque.

## Biographie
Ian Hugo a été son élève.

## Filmographie
- 1930 : Bezucelná procházka
- 1931 : Na Prazském hrade
- 1937 : Silnice zpivá
- 1939 : Crisis coréalisé avec Herbert Kline et Hans Burger
- 1941 : The Forgotten Village
- 1943 : Meshes of the Afternoon coréalisé avec Maya Deren
- 1944 : Valley of the Tennessee
- 1944 : Hymn of the Nations
- 1945 : Library of Congress
- 1945 : A Better Tomorrow
- 1947 : The Private Life of a Cat
- 1950 : Marriage Today
- 1950 : Angry Boy
- 1951 : Of Men and Music
- 1958 : Power Among Men
- 1960 : Night Journey
- 1964 : To Be Alive!